# Sachsenheim
Sachsenheim ist eine baden-württembergische Stadt im Landkreis Ludwigsburg. Sie zählt rund 18.600 Einwohner und gehört zur Region Stuttgart (bis 1992 Region Mittlerer Neckar) sowie zur Randzone der europäischen Metropolregion Stuttgart.

## Geographie

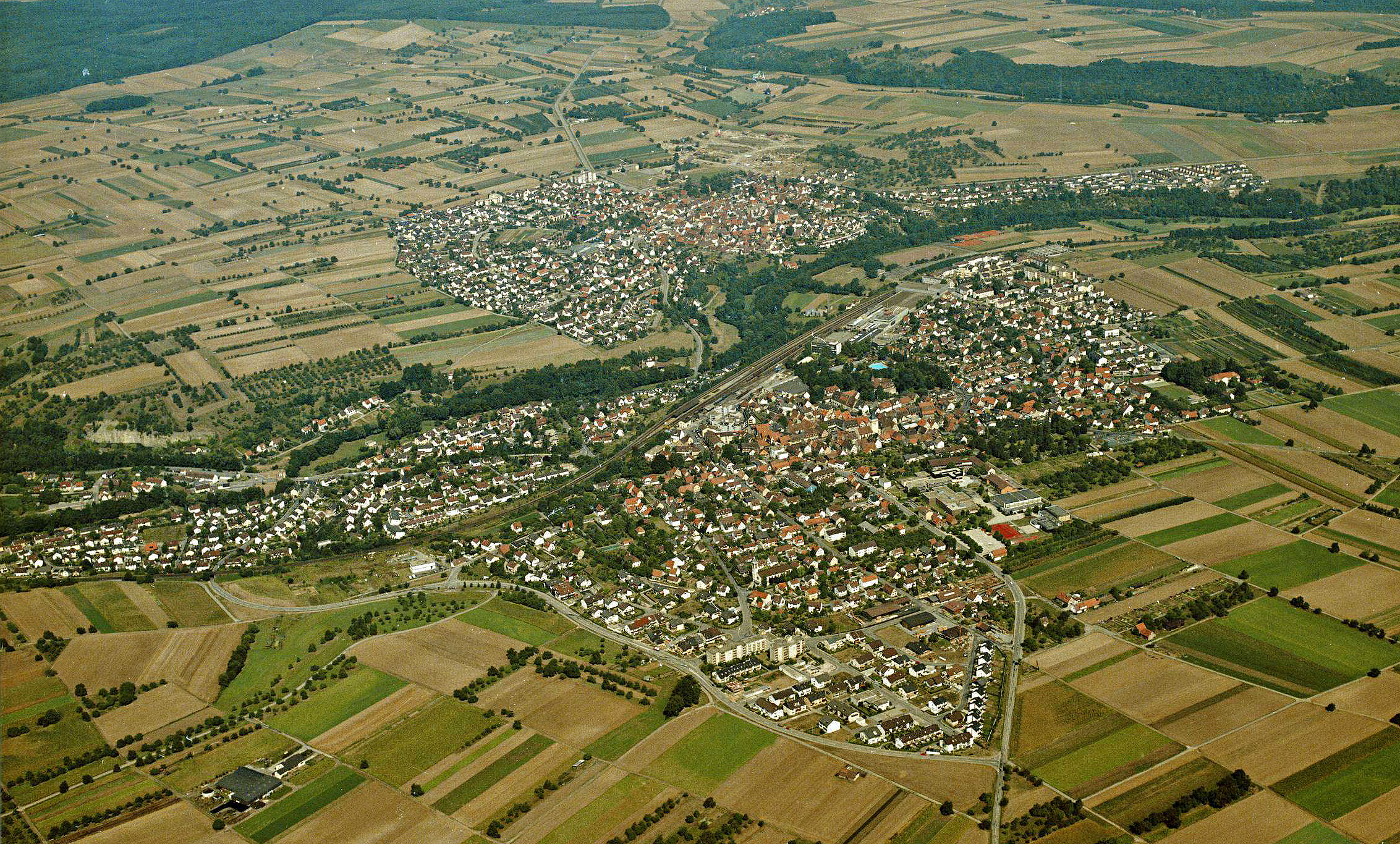
Luftbild von Groß- und Kleinsachsenheim von Süden, 1983

### Lage
Sachsenheim ist eine Flächengemeinde mit einer Südost-Nordwest-Ausdehnung von etwa 17 Kilometern. Groß- und Kleinsachsenheim liegen an der Einmündung des Kirbachs in die Metter, die im benachbarten Bietigheim-Bissingen in die Enz mündet. Das Stadtzentrum liegt etwa 14 km von der Kreisstadt Ludwigsburg entfernt. Die Ortsteile Hohenhaslach, Ochsenbach/Kirbachhof, Spielberg und Häfnerhaslach liegen im Tal des Kirbachs im südwestlichen Teil des Strombergs. Die Ortsmitte von Großsachsenheim liegt auf ca. 250 m Höhe. Höchster Punkt ist der Baiselsberg bei Hohenhaslach mit 477 m, tiefster Punkt die Metter an der Grenze zu Bietigheim-Bissingen mit 196 m.

### Stadtgliederung
Sachsenheim besteht aus den Stadtteilen Großsachsenheim, Kleinsachsenheim, Hohenhaslach, Ochsenbach, Spielberg und Häfnerhaslach. Die Stadtteile sind ehemalige Gemeinden gleichen Namens, in den Stadtteilen Hohenhaslach, Ochsenbach, Spielberg und Häfnerhaslach sind Ortschaften im Sinne der baden-württembergischen Gemeindeordnung mit eigenem Ortschaftsrat und einem Ortsvorsteher als dessen Vorsitzendem eingerichtet.
- Zum Stadtteil Großsachsenheim gehören die Stadt Großsachsenheim, der Weiler Egartenhof und das Haus Eichwald.
- Zum Stadtteil Häfnerhaslach gehören das Dorf Häfnerhaslach sowie die abgegangene Ortschaft Heimburg.
- Zum Stadtteil Hohenhaslach gehören das Dorf Hohenhaslach, die herzogliche Domäne und Weiler Rechentshofen und das Haus Kelterle.
- Zum Stadtteil Kleinsachsenheim gehören das Dorf Kleinsachsenheim und das Haus Obere Mühle sowie die abgegangene Ortschaft Borzingen.
- Zum Stadtteil Ochsenbach gehören das Dorf Ochsenbach, der Weiler Kirbachhof und das Haus Bromberg sowie die abgegangenen Ortschaften Nirbenhof (Unterbromberg) und Schippach.
- Zum Stadtteil Spielberg gehört das Dorf Spielberg.[2]

### Nachbargemeinden
Folgende Städte, Gemeinden und Ortsteile grenzen an die Stadt Sachsenheim. Sie werden im Uhrzeigersinn beginnend im Norden genannt: Bönnigheim, Freudental, Löchgau, Bietigheim-Bissingen, Unterriexingen (Stadt Markgröningen), Oberriexingen, Sersheim, Vaihingen an der Enz (alle Landkreis Ludwigsburg), Sternenfels (Enzkreis), Zaberfeld, Pfaffenhofen, Güglingen und Cleebronn (alle Landkreis Heilbronn).

### Flächenaufteilung
Nach Daten des Statistischen Landesamtes, Stand 2014.

## Geschichte

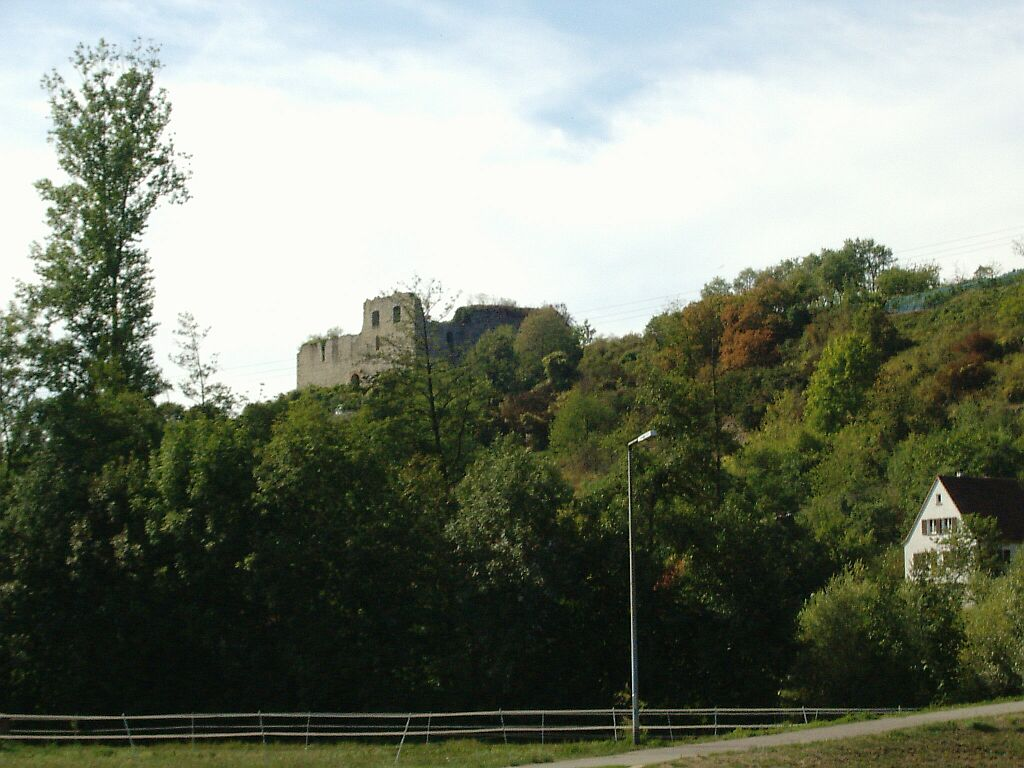
Ruine Altsachsenheim über dem Enztal

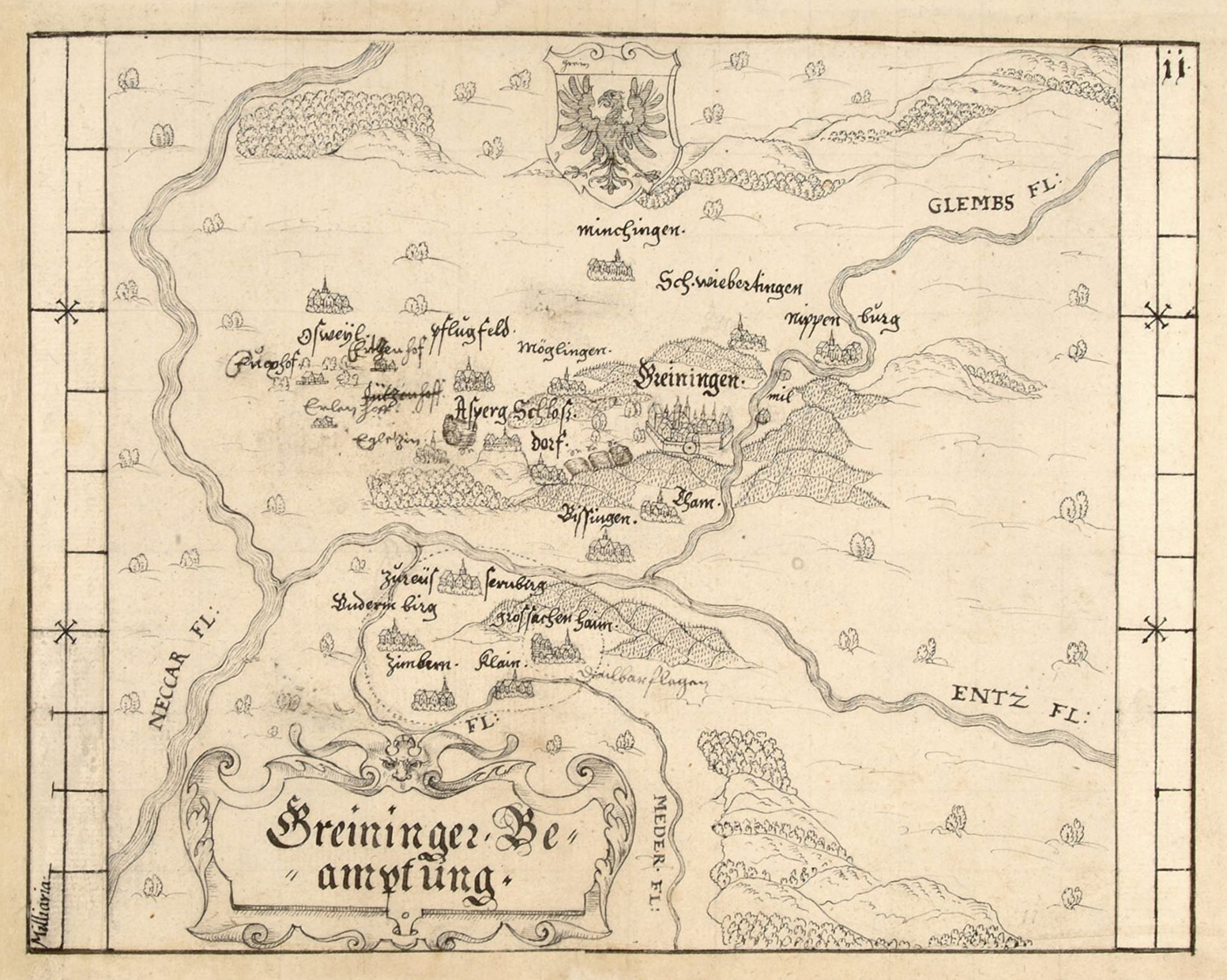
Grüninger Amtsbezirk 1605: ergänzt um Groß- und Kleinsachsenheim, Mertterzimmern und Untermberg

### Geschichte Großsachsenheims
Sachsenheim wurde 1090 erstmals urkundlich erwähnt. Nach dem Ort benannte sich das Geschlecht der Herren von Sachsenheim, die ihren Stammsitz vermutlich auf der „Äußeren Burg“ und heutigen Ruine Altsachsenheim hatten. Spätestens nach dem Neubau des um 1400 errichteten Wasserschlosses Sachsenheim befand sich ihr Sitz in der Gemeinde Großsachsenheim, der 1495 die Stadtrechte verliehen wurden. Der gotische Bau des Wasserschlosses brannte im Jahr 1542 ab und wurde von Reinhard von Sachsenheim im Stil der Renaissance wieder aufgebaut. Nachdem dieser 1560 ohne Nachfolger verstorben war, ging die junge Stadt 1561 an Württemberg und wurde mit Kleinsachsenheim, Metterzimmern und Untermberg als Unteramtsbezirk vorerst ins Amt Grüningen integriert, bis Großsachsenheim im 17. Jahrhundert selbständige Amtsstadt wurde.
Die Stadt verlor während und nach dem Dreißigjährigen Krieg rund die Hälfte ihrer Einwohner. Auch im 18. und 19. Jahrhundert sorgten Missernten und Hungersnöte (u. a. Hungerkatastrophe von 1816/17) für weitere Rückgänge der Einwohnerschaft. Sachsenheim wurde zu einem rein landwirtschaftlich geprägten Dorf. Bei der Umsetzung der neuen Verwaltungsgliederung im Königreich Württemberg wurde 1807 das Amt Großsachsenheim aufgelöst und zu großen Teilen dem Oberamt Vaihingen zugeschlagen.
Der wirtschaftliche Aufschwung begann mit dem Anschluss an die Württembergische Staatseisenbahn im Jahr 1853 (mit eigenem Bahnhof an der Weststrecke) und der nachfolgenden Industrialisierung. Bei der Verwaltungsreform während der NS-Zeit in Württemberg gelangte Sachsenheim 1938 an den neuen Landkreis Vaihingen. Im Zweiten Weltkrieg befand sich zwei Kilometer südwestlich von Großsachsenheim ein Flugplatz der Luftwaffe (siehe nachfolgendes Unterkapitel).
Da Großsachsenheim nach dem Zweiten Weltkrieg Teil der Amerikanischen Besatzungszone geworden war, gehörte die Stadt somit seit 1945 zum neu gegründeten Land Württemberg-Baden, das 1952 im jetzigen Bundesland Baden-Württemberg aufging.
Am 1. Dezember 1971 wurde Kleinsachsenheim nach Großsachsenheim eingemeindet. Noch am selben Tag wurde der Name der Stadt in „Sachsenheim“ geändert. Am 1. Januar 1973 erfolgten die Eingemeindungen von Hohenhaslach, Ochsenbach, Spielberg und Häfnerhaslach. Wegen der Auflösung des Landkreises Vaihingen bei der Ausführung der Kreisreform in Baden-Württemberg kam zum 1. Januar 1973 auch die Eingliederung von Sachsenheim in den in seinem Umfang erweiterten Landkreis Ludwigsburg.

#### Flugplatz Großsachsenheim
Während des Zweiten Weltkrieges befand sich südwestlich des Ortes, beidseits der heutigen L1125, der Einsatzhafen „Großsachsenheim“. Die Lage der alten Start- und Landebahn südlich der Landstraße ist auf Luftbildern immer noch sehr gut zu erkennen. Sein Ausbau erfolgte mit Zwangsarbeitern durch die Organisation Todt und 1944/45 auch mit KZ-Häftlingen. Beim Flugplatz entstand außerdem ein „Krankenlager“ als zentrales Sammellager für schwerkranke Zwangsarbeiter u. a. aus dem nahen Durchgangslager Bietigheim, wo 668 osteuropäische Zwangsarbeiter, unter ihnen 23 Kinder und 33 Jugendliche, den Tod fanden.
Nach Abzug der deutschen Truppen lag hier in den letzten beiden Kriegswochen die mit Spitfire Mk.VIII ausgerüstete französische Jagdgruppe 1/3 (GC 1/3). Nach der Besetzung durch die Alliierten am 24. April 1945 wurde der Flugplatz als Advanced Landing Ground ALG R-27 bezeichnet.
Später während des Kalten Kriegs befand sich hier eine Stellung Nike Hercules der United States Army.

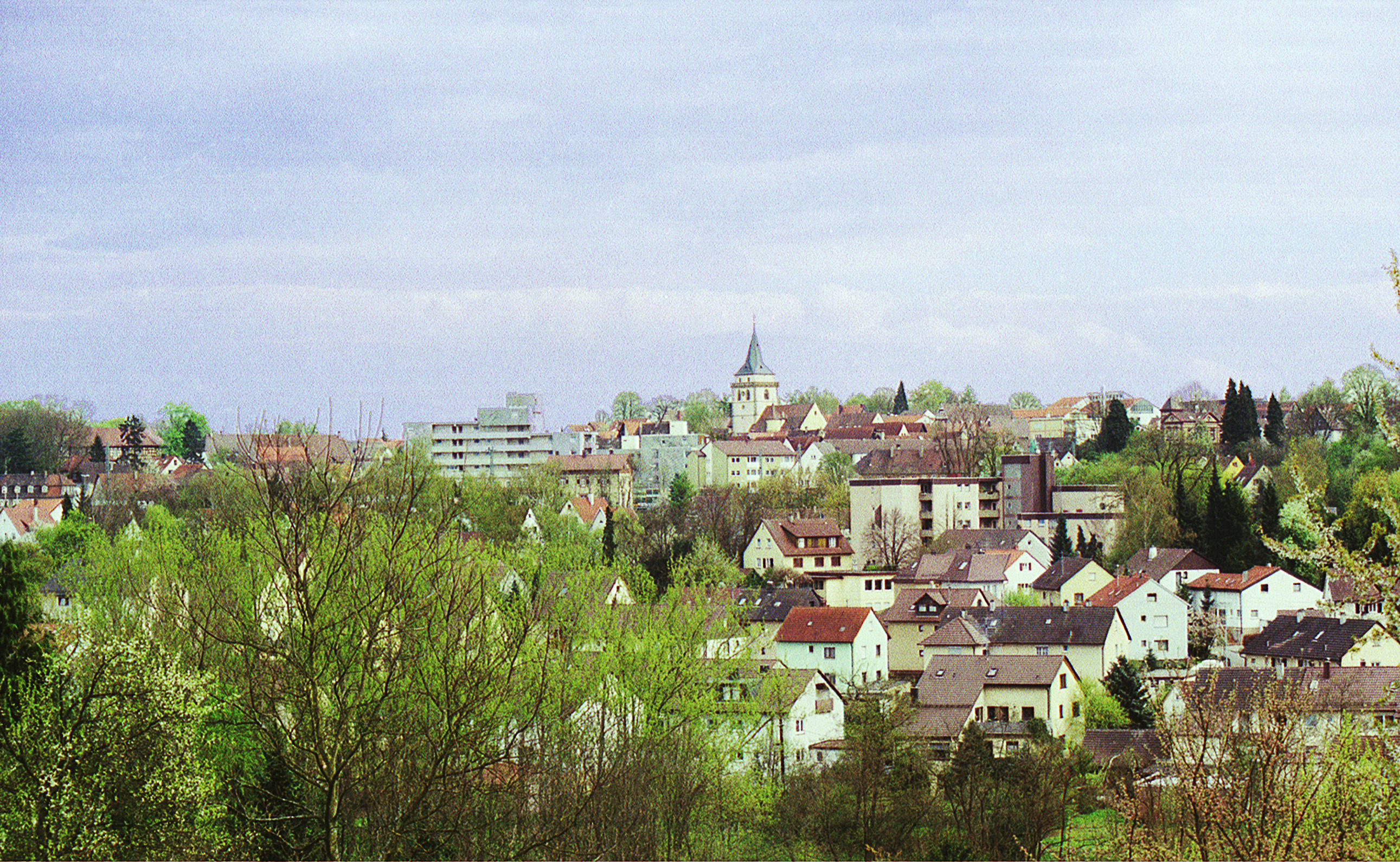
Großsachsenheim von Norden

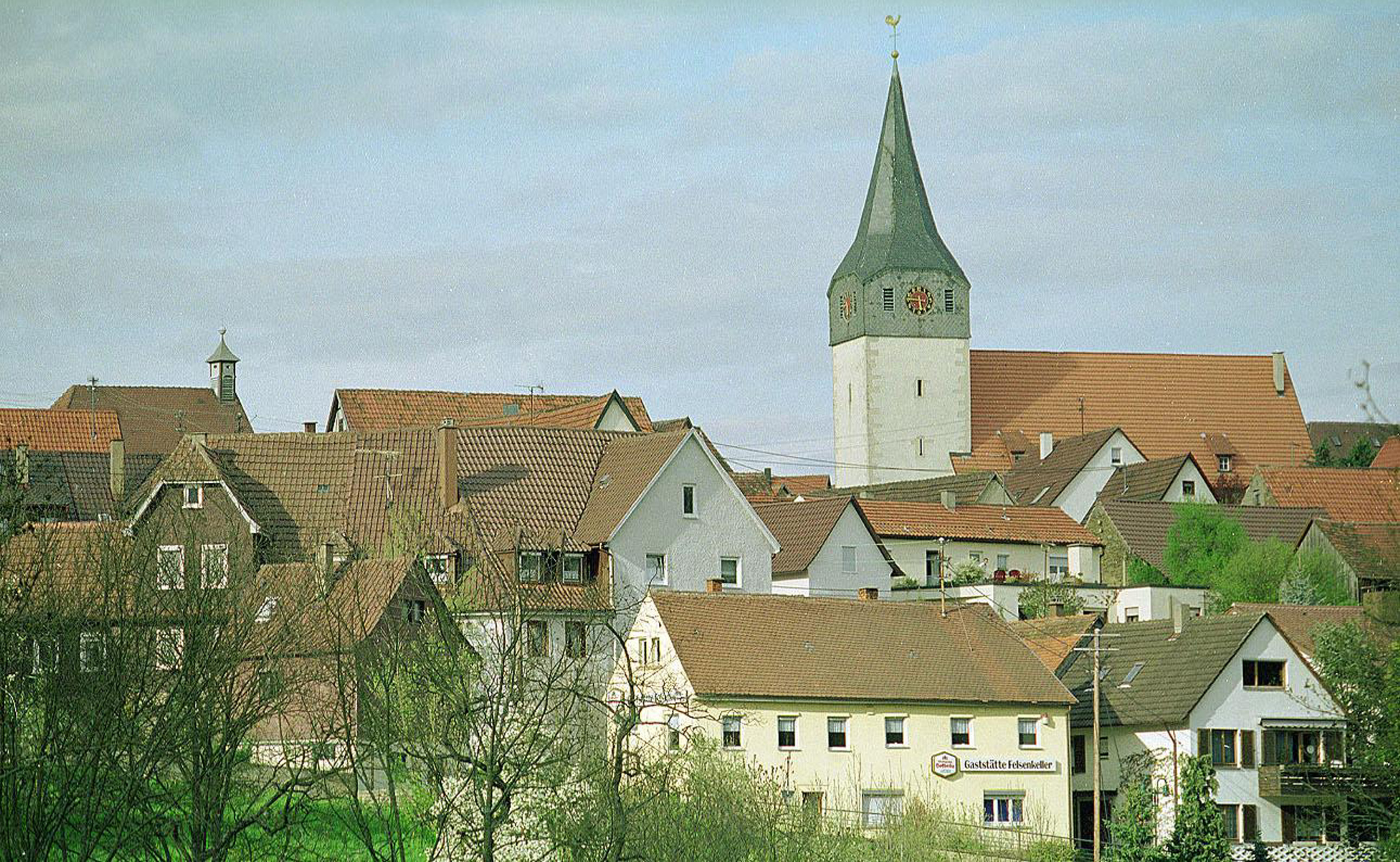
Kleinsachsenheim von Süden

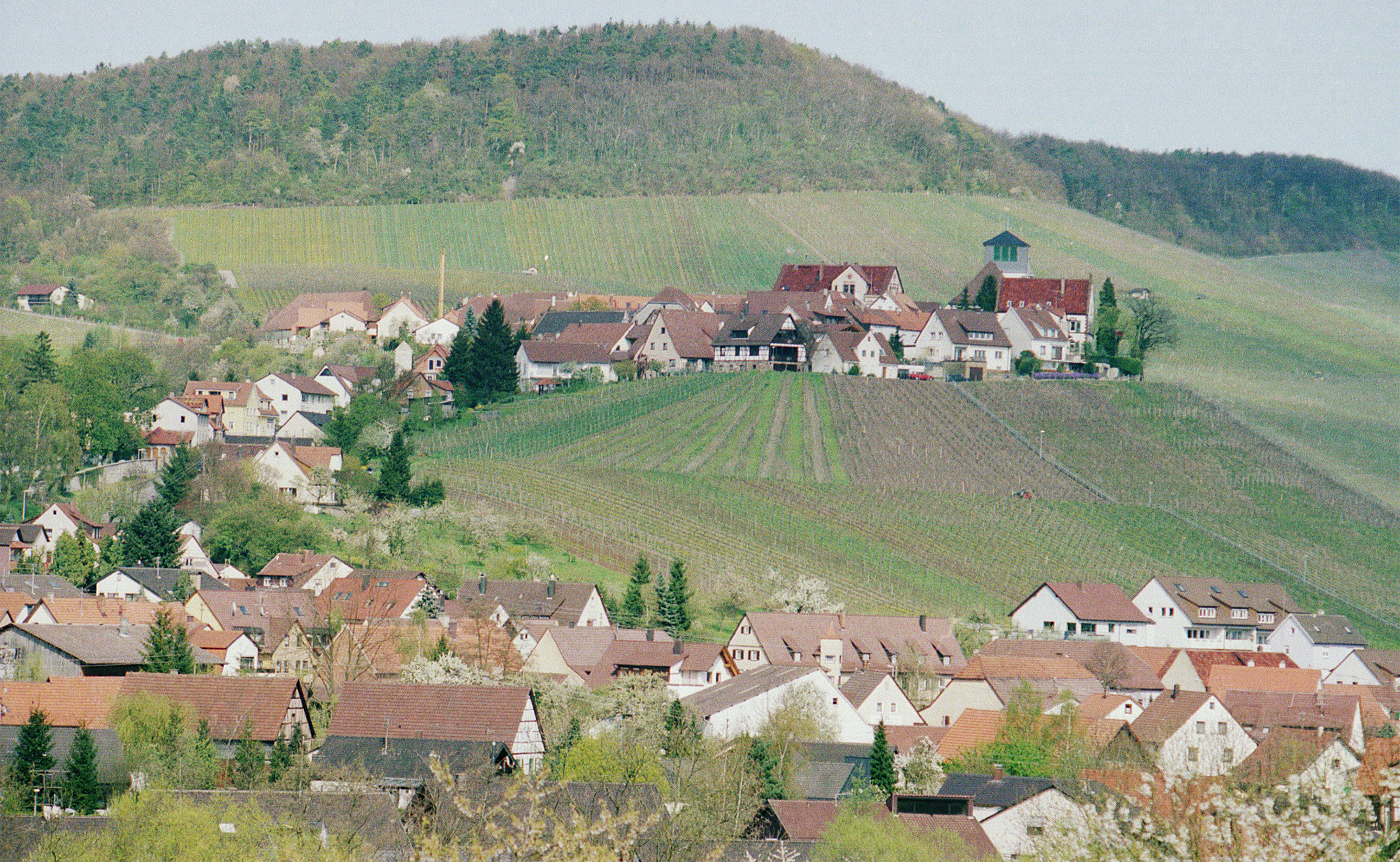
Hohenhaslach von Südwesten

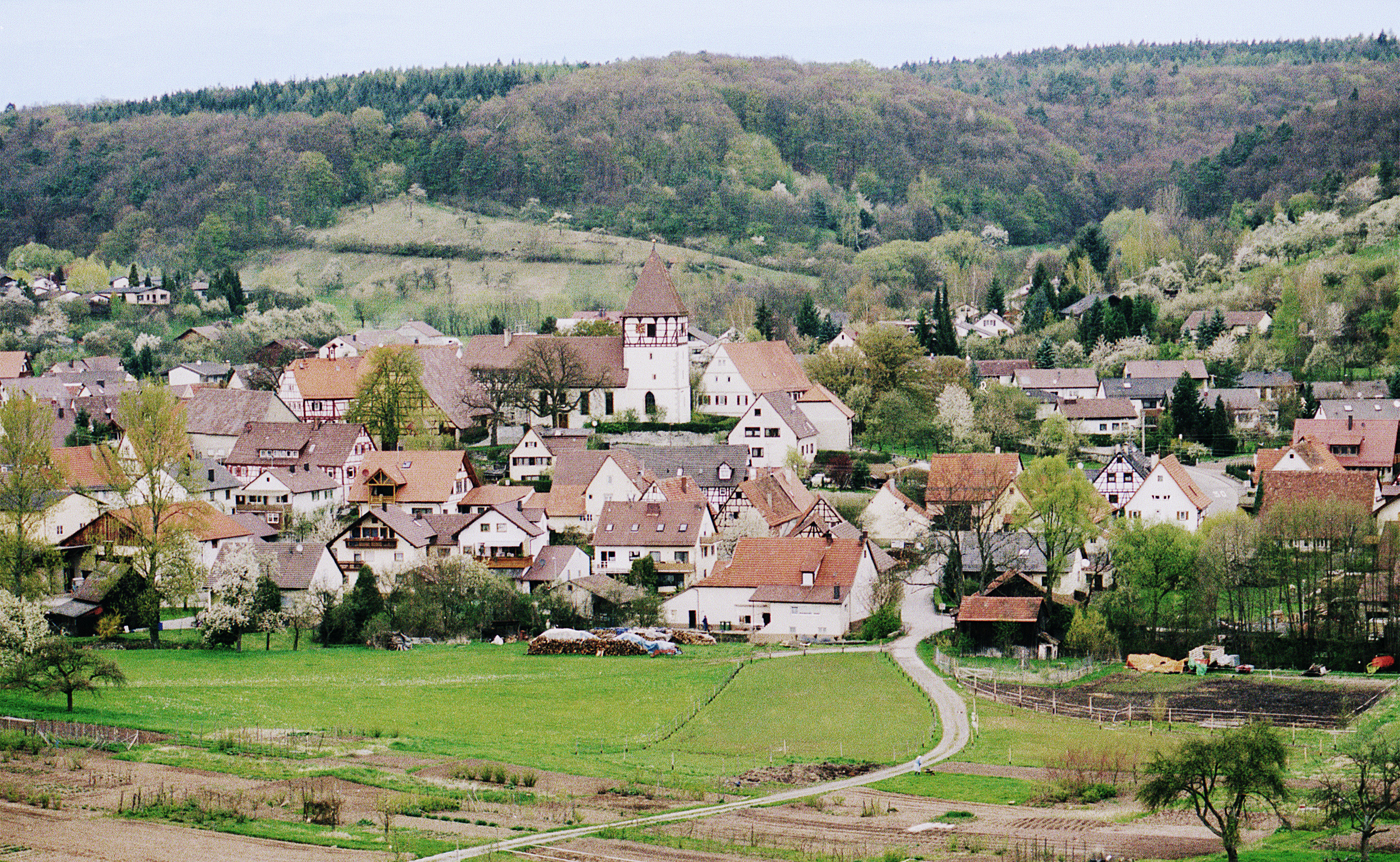
Häfnerhaslach von Süden

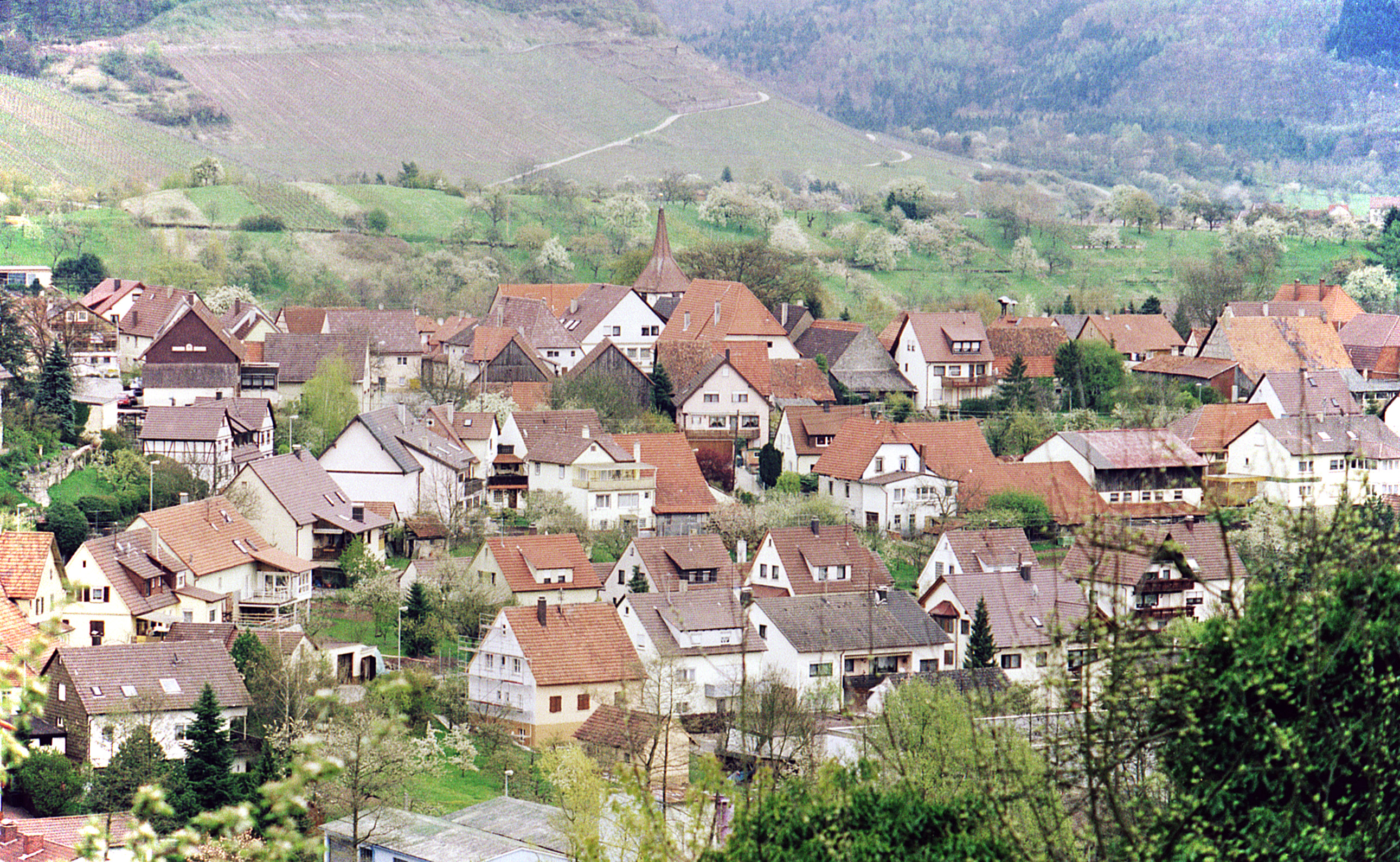
Ochsenbach von Westen

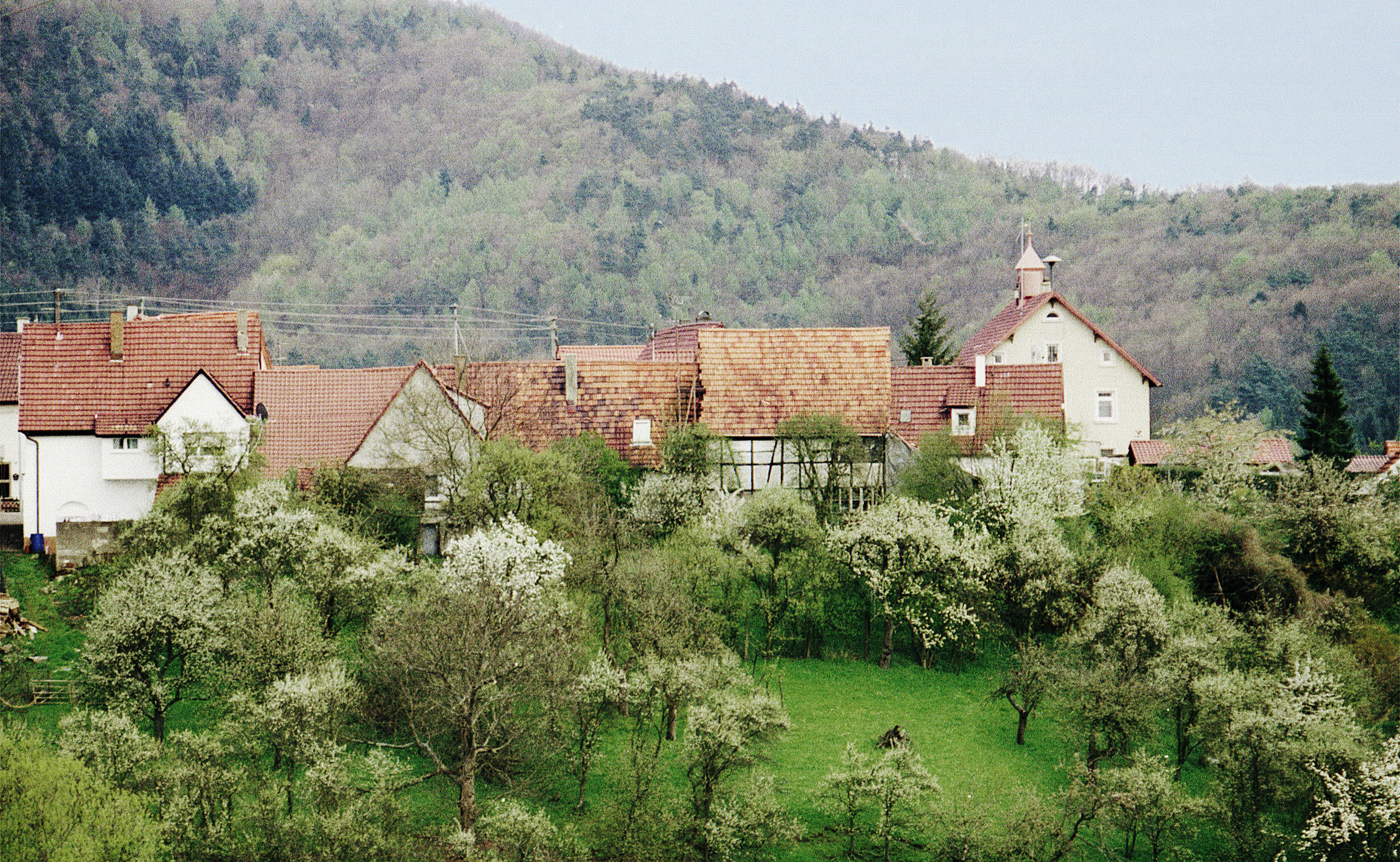
Spielberg von Westen

### Geschichte der Stadtteile

#### Kleinsachsenheim
Kleinsachsenheim wurde erstmals im Jahr 1140 urkundlich erwähnt. Von Anfang an bestand eine enge Beziehung zu Großsachsenheim. Es wird vermutet, dass Kleinsachsenheim von einer Seitenlinie der Herren von Sachsenheim gegründet wurde. Die sogenannte Kleinsachsenheimer Linie baute in Kleinsachsenheim eine Burg, später ein Schloss. Beide Bauten sind nicht mehr vorhanden. Im Jahr 1561 ging auch Kleinsachsenheim an Württemberg. Die wirtschaftlichen Krisenzeiten im 17. und 18. Jahrhundert überstand der Ort besser als das benachbarte Großsachsenheim und war zu dieser Zeit zeitweise das größere der beiden „Sachsenheims“, was man auch daran erkennen kann, dass die Kleinsachsenheimer Kelter komplett, die Großsachsenheimer nur teilweise aus steinernen Mauern bestand.
Kleinsachsenheim war früher außerdem von mehreren Türmen und einer Ringmauer umgeben, was für Dörfer eher unüblich war. Im Jahr 1971 schlossen sich die beiden Orte zusammen.

#### Hohenhaslach
Im Jahr 800 wurden Grundstücke in Haselahe dem Kloster Lorsch geschenkt. Als Haselahe bzw. Haslach verstand man damals den heute Kirbach genannten Bach und sein gesamtes Tal. Die älteste Siedlung innerhalb dieser Markung könnte wohl Niederhaslach sein, jedoch ist in den frühen Quellen stets nur von Haslach die Rede. Die unterschiedlichen Ortsnamen Niederhaslach, Oberhaslach und Häfnerhaslach bildeten sich erst im Lauf der Zeit aus. 1283 wurde erstmals zwischen Haselach superiori et inferiori (Hohenhaslach und Niederhaslach) unterschieden. Lange Zeit war Hohenhaslach der größte und bedeutendste der heutigen Teilorte Sachsenheims. Aufgrund des wehrhaften Ausbaus wurde der Ort im 14. Jahrhundert als Stadt bezeichnet, in der Gadnerschen Forstlagerkarte von 1585 ist Hohenhaslach der größte der Orte.
Bis Mitte des 13. Jahrhunderts gehörten Hohen-, Mittel- und Niederhaslach mit Rechentshofen sowie Gündelbach, Horrheim und Ensingen großteils zur Herrschaft des edelfreien Herren Belrein von Eselsberg, der mit seiner Frau Agnes von Bilversheim 1241 das Kloster Rechentshofen stiftete. Nachdem er ohne männlichen Nachfolger um 1253 gestorben war, gelangte sein Besitz über seine mit Graf Konrad II. von Vaihingen verheiratete Erbtochter Agnes an die Grafen von Vaihingen. Als deren letzter männlicher Vertreter Heinrich 1364 gestorben war, kam der Rest der niedergegangenen Grafschaft mit der Burg Eselsberg über einen Vergleich mit seiner Schwester Mechthild von Vaihingen an das Haus Württemberg.

#### Häfnerhaslach
Häfnerhaslach geht wohl auf ein 1138 erwähntes Hofgut im Talgrund in Haslach zurück, das das Hochstift Speyer dem Kloster Odenheim überließ. Der Ort wurde 1403 erstmals urkundlich auch Häfnerhaslach genannt. Der Ortsname geht entweder auf den Beruf des Häfners oder auf die im 15. Jahrhundert dort belegte Familie Heffner zurück. 1443 kaufte Graf Ludwig von Württemberg das Dorf dem Zisterzienserinnenkloster Frauenzimmern ab.

#### Ochsenbach
Ochsenbach ist seit 1290 urkundlich belegt. 1664 ließ Herzog Eberhard III. ein Jagdschloss bauen, von dem jedoch nur noch Reste vorhanden sind. Zahlreiche gut erhaltene Fachwerkhäuser (das älteste Haus stammt aus dem Jahr 1559) zeugen von dem Wohlstand des Weinbauorts. Bekannt ist Ochsenbach auch durch seine Fossilienfunde: 1936 fand Otto Linck das Skelett eines frühen Plateosaurus. Es ist der älteste Plateosaurus, der bislang in Europa gefunden wurde.

#### Spielberg
Spielberg ist das kleinste der drei Walddörfer und wurde erstmals 1161 urkundlich erwähnt. Gegenüber lag im Mittelalter die Burg Bromberg mit einem Herrenhof und dem Weiler Bromberg, an den heute noch die Bromberger Mühle und die Staatsdomäne Bromberger Höfe erinnern.

## Religionen
Die Pfarreien in Sachsenheim und den umliegenden Dörfern gehörten bis zur Einführung der Reformation im 16. Jahrhundert zum Landkapitel Vaihingen im Archidiakonat Trinitatis der Diözese Speyer. Seither sind die heutigen Stadtteile von Sachsenheim überwiegend evangelisch geprägt. In den verschiedenen Stadtteilen gibt es vier Pfarrämter der Evangelischen Landeskirche mit insgesamt fünf Kirchen. Außerdem gibt es in Kleinsachsenheim und Hohenhaslach je eine evangelisch-methodistische Kirche und in Großsachsenheim die Volksmission entschiedener Christen sowie die landeskirchliche Süddeutsche Gemeinschaft. Dazu gibt es seit dem frühen 20. Jahrhundert noch drei neuapostolische Gemeinden in Großsachsenheim, Kleinsachsenheim und Hohenhaslach.
Nach der Reformation waren die wenigen katholischen Mitbürger erst nach Michelsberg eingepfarrt. Danach war das Stadtpfarramt Bietigheim für die nähere Umgebung zuständig. Nachdem infolge des Zweiten Weltkriegs viele katholische Heimatvertriebene in Sachsenheim ansässig wurden, entstand vor Ort auch wieder eine römisch-katholische Pfarrgemeinde. Heute umfasst die katholische Gemeinde mit der Franziskuskirche in Großsachsenheim auch die Filialkirche Zum Heiligen Kreuz in Ochsenbach.
Seit 1997 existiert der türkisch-islamische Kultur- und Sportverein DITIB Mimar Sinan Moschee in Sachsenheim. Das Vereinsheim umfasst auch eine Moschee im osmanisch-türkischen Stil.

## Politik

### Gemeinderat
In Sachsenheim wurde der Gemeinderat bis 2019 nach dem Verfahren der unechten Teilortswahl gewählt. Die unechte Teilortswahl wurde im Juli 2023 für die Kommunalwahlen 2024 abgeschafft.
Sachsenheims Gemeinderat besteht aus den 22 (2019: 26) gewählten ehrenamtlichen Stadträten und dem Bürgermeister als Vorsitzendem. Der Bürgermeister ist im Gemeinderat stimmberechtigt. Die Kommunalwahl am 9. Juni 2024 führte zu folgendem Ergebnis.
Die stärkste Fraktion bildet die CDU mit 5 Sitzen, dann folgen die FW mit 4 Sitzen, die GLS, die SPD und die WIR mit jeweils 3 Sitzen. Die FDP und die SFS bilden jeweils mit 2 Sitzen Gruppierungen im Gemeinderat.
| Parteien und Wählergemeinschaften | Parteien und Wählergemeinschaften               | % 2024  | Sitze 2024 | % 2019  | Sitze 2019 | % 2014 | Sitze 2014 | Kommunalwahl 2024 %3020100 23,2 %17,7 %15,8 %12,2 %11,8 %10,3 %9,0 % CDUFWGrüneWIRSPDFDPSFSGewinne und Verlusteim Vergleich zu 2019 %p 14 12 10 8 6 4 2 0 −2 −4 −6 −8−10−12−2,91 %p−9,05 %p−10,92 %p+12,2 %p−0,39 %p+2,07 %p+9,0 %pCDUFWGrüneWIRSPDFDPSFS |
| CDU                               | Christlich Demokratische Union Deutschlands     | 23,2    | 5          | 26,11   | 7          | 32,61  | 8          | Kommunalwahl 2024 %3020100 23,2 %17,7 %15,8 %12,2 %11,8 %10,3 %9,0 % CDUFWGrüneWIRSPDFDPSFSGewinne und Verlusteim Vergleich zu 2019 %p 14 12 10 8 6 4 2 0 −2 −4 −6 −8−10−12−2,91 %p−9,05 %p−10,92 %p+12,2 %p−0,39 %p+2,07 %p+9,0 %pCDUFWGrüneWIRSPDFDPSFS |
| FW                                | Freie Wähler Sachsenheim                        | 17,7    | 4          | 26,75   | 7          | 27,63  | 6          | Kommunalwahl 2024 %3020100 23,2 %17,7 %15,8 %12,2 %11,8 %10,3 %9,0 % CDUFWGrüneWIRSPDFDPSFSGewinne und Verlusteim Vergleich zu 2019 %p 14 12 10 8 6 4 2 0 −2 −4 −6 −8−10−12−2,91 %p−9,05 %p−10,92 %p+12,2 %p−0,39 %p+2,07 %p+9,0 %pCDUFWGrüneWIRSPDFDPSFS |
| GLS                               | Grüne Liste Sachsenheim                         | 15,8    | 3          | 26,72   | 7          | 18,30  | 4          | Kommunalwahl 2024 %3020100 23,2 %17,7 %15,8 %12,2 %11,8 %10,3 %9,0 % CDUFWGrüneWIRSPDFDPSFSGewinne und Verlusteim Vergleich zu 2019 %p 14 12 10 8 6 4 2 0 −2 −4 −6 −8−10−12−2,91 %p−9,05 %p−10,92 %p+12,2 %p−0,39 %p+2,07 %p+9,0 %pCDUFWGrüneWIRSPDFDPSFS |
| WIR                               | Wir mit Herz für alle Stadtteile in Sachsenheim | 12,2    | 3          | —       | —          | —      | —          | Kommunalwahl 2024 %3020100 23,2 %17,7 %15,8 %12,2 %11,8 %10,3 %9,0 % CDUFWGrüneWIRSPDFDPSFSGewinne und Verlusteim Vergleich zu 2019 %p 14 12 10 8 6 4 2 0 −2 −4 −6 −8−10−12−2,91 %p−9,05 %p−10,92 %p+12,2 %p−0,39 %p+2,07 %p+9,0 %pCDUFWGrüneWIRSPDFDPSFS |
| SPD                               | Sozialdemokratische Partei Deutschlands         | 11,8    | 3          | 12,19   | 3          | 15,91  | 4          | Kommunalwahl 2024 %3020100 23,2 %17,7 %15,8 %12,2 %11,8 %10,3 %9,0 % CDUFWGrüneWIRSPDFDPSFSGewinne und Verlusteim Vergleich zu 2019 %p 14 12 10 8 6 4 2 0 −2 −4 −6 −8−10−12−2,91 %p−9,05 %p−10,92 %p+12,2 %p−0,39 %p+2,07 %p+9,0 %pCDUFWGrüneWIRSPDFDPSFS |
| FDP                               | Freie Demokratische Partei                      | 10,3    | 2          | 08,23   | 2          | —      | —          | Kommunalwahl 2024 %3020100 23,2 %17,7 %15,8 %12,2 %11,8 %10,3 %9,0 % CDUFWGrüneWIRSPDFDPSFSGewinne und Verlusteim Vergleich zu 2019 %p 14 12 10 8 6 4 2 0 −2 −4 −6 −8−10−12−2,91 %p−9,05 %p−10,92 %p+12,2 %p−0,39 %p+2,07 %p+9,0 %pCDUFWGrüneWIRSPDFDPSFS |
| SFS                               | Sachsenheimer für Sachsenheim                   | 9,0     | 2          | —       | —          | —      | —          | Kommunalwahl 2024 %3020100 23,2 %17,7 %15,8 %12,2 %11,8 %10,3 %9,0 % CDUFWGrüneWIRSPDFDPSFSGewinne und Verlusteim Vergleich zu 2019 %p 14 12 10 8 6 4 2 0 −2 −4 −6 −8−10−12−2,91 %p−9,05 %p−10,92 %p+12,2 %p−0,39 %p+2,07 %p+9,0 %pCDUFWGrüneWIRSPDFDPSFS |
| AfD                               | Alternative für Deutschland                     | —       | —          | —       | —          | 05,54  | 1          | Kommunalwahl 2024 %3020100 23,2 %17,7 %15,8 %12,2 %11,8 %10,3 %9,0 % CDUFWGrüneWIRSPDFDPSFSGewinne und Verlusteim Vergleich zu 2019 %p 14 12 10 8 6 4 2 0 −2 −4 −6 −8−10−12−2,91 %p−9,05 %p−10,92 %p+12,2 %p−0,39 %p+2,07 %p+9,0 %pCDUFWGrüneWIRSPDFDPSFS |
| Gesamt                            | Gesamt                                          | 100     | 22         | 100     | 26         | 100    | 23         | Kommunalwahl 2024 %3020100 23,2 %17,7 %15,8 %12,2 %11,8 %10,3 %9,0 % CDUFWGrüneWIRSPDFDPSFSGewinne und Verlusteim Vergleich zu 2019 %p 14 12 10 8 6 4 2 0 −2 −4 −6 −8−10−12−2,91 %p−9,05 %p−10,92 %p+12,2 %p−0,39 %p+2,07 %p+9,0 %pCDUFWGrüneWIRSPDFDPSFS |
| Wahlbeteiligung                   | Wahlbeteiligung                                 | 60,09 % | 60,09 %    | 56,07 % | 56,07 %    | 49,1 % | 49,1 %     | Kommunalwahl 2024 %3020100 23,2 %17,7 %15,8 %12,2 %11,8 %10,3 %9,0 % CDUFWGrüneWIRSPDFDPSFSGewinne und Verlusteim Vergleich zu 2019 %p 14 12 10 8 6 4 2 0 −2 −4 −6 −8−10−12−2,91 %p−9,05 %p−10,92 %p+12,2 %p−0,39 %p+2,07 %p+9,0 %pCDUFWGrüneWIRSPDFDPSFS |

### Bürgermeister
Seit Mai 2019 ist Holger Albrich Bürgermeister von Sachsenheim. Am 3. Februar 2019 wurde er im ersten Wahlgang mit 54,62 % der Stimmen gewählt. Die Wahlbeteiligung lag bei 50,8 %.

### Hoheitssymbole

#### Stadtwappen und -flagge
| Wappen der Stadt Sachsenheim | Blasonierung: „In Silber unter einer liegenden schwarzen Hirschstange ein rotes Büffelgehörn mit Grind“ |
| Wappen der Stadt Sachsenheim | Wappenbegründung: Die Stadt führt auch nach der Umbenennung und den Eingemeindungen das Wappen und die Flagge von Großsachsenheim. Die Büffelhörner stammen vom Wappen der Herren von Sachsenheim (erstmals dokumentiert im Jahr 1284), die Hirschstange vom Haus Württemberg. |

Am 6. September 1966 wurde Großsachsenheim zudem eine Flagge in den Farben Rot-Weiß verliehen.

#### Ehemalige Gemeindewappen
Die in Sachsenheim aufgegangenen Gemeinden hatten eigene Wappen. Diese werden auch heute noch bei Beflaggung der jeweiligen Ortsteile geführt:
- Häfnerhaslach: In Blau ein goldener Tonkrug zwischen zwei unten schräggekreuzten goldenen Haselnusszweigen.
- Hohenhaslach: In gespaltenem Schild heraldisch rechts in Gold drei liegende schwarze Hirschstangen übereinander, heraldisch links in Gold auf grünem Berg ein aufrecht sitzender roter Hase. Am 15. Februar 1956 erhielt Hohenhaslach zudem eine Flagge in den Farben Rot-Gelb.
- Kleinsachsenheim: In Rot zwei silberne Büffelhörner mit silbernem Grind, dazwischen ein silbernes Schwert.
- Ochsenbach: In Silber auf grünem Boden ein stehender roter Ochse.
- Spielberg: In Gold ein auf grünem Dreiberg sitzender, grün gekleideter Hirte mit roten Schuhen, roter Hirtentasche und roter Hutfeder, der auf einem naturfarbenen bocksförmigen Dudelsack mit roten Flöten und rotem Mundstück bläst.

#### Wappen der Herren von Sachsenheim
| - 1. - 2. | - 3. |

1. Grabstein des Minnesängers Hermann von Sachsenheim, Ausschnitt: Büffelhornwappen mit Grind, 1508, Stuttgart, Stiftskirche.
2. Epitaph von Wilhelm von Janowitz und Anna von Sachsenheim, 1553, Tübingen, Stiftskirche. – Rechts an den Ecken: zwei Büffelhornwappen mit Grind und nach außen bzw. nach innen gebogenen Hörnern.
3. Altaraufsatz des Jörg von Sachsenheim, 1489, Stuttgart, Hospitalkirche. – Rechts: geneigtes Büffelhornwappen mit Grind und nach außen gebogenen Hörnern, darüber: Helm mit nach innen gebogenen Hörnern.

### Städtepartnerschaften
Mit Valréas im Département Vaucluse, Frankreich besteht seit 1994 eine Städtepartnerschaft.

## Kultur und Sehenswürdigkeiten
Die Ortsteile im Kirbachtal liegen an der Württemberger Weinstraße. In Ochsenbach gibt es einen kulturhistorischen Weinlehrpfad und eine historische, renaturierte Weinlage mit Trockenmauern und seltenen Pflanzen und Insekten, den Ochsenbacher Geigersberg.

### Museen
Die Stadt verfügt über ein Stadtmuseum, das sich mit der Geschichte der Stadt und ihrer Stadtteile beschäftigt. In Kleinsachsenheim gibt es zudem ein Feuerwehrmuseum.

### Bauwerke

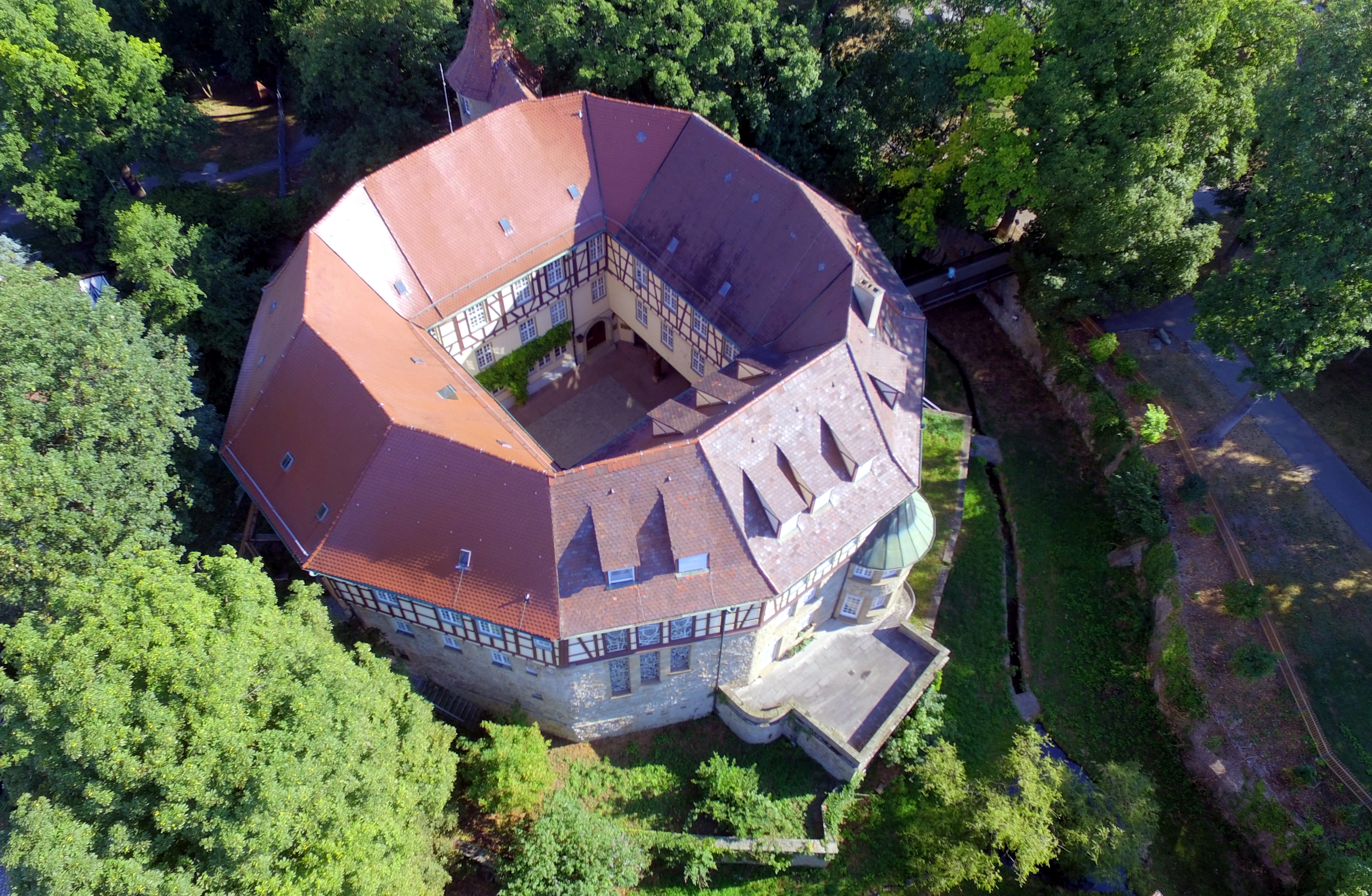
Luftaufnahme: Schloss Sachsenheim (heute Stadtverwaltung) aus Richtung Südwest

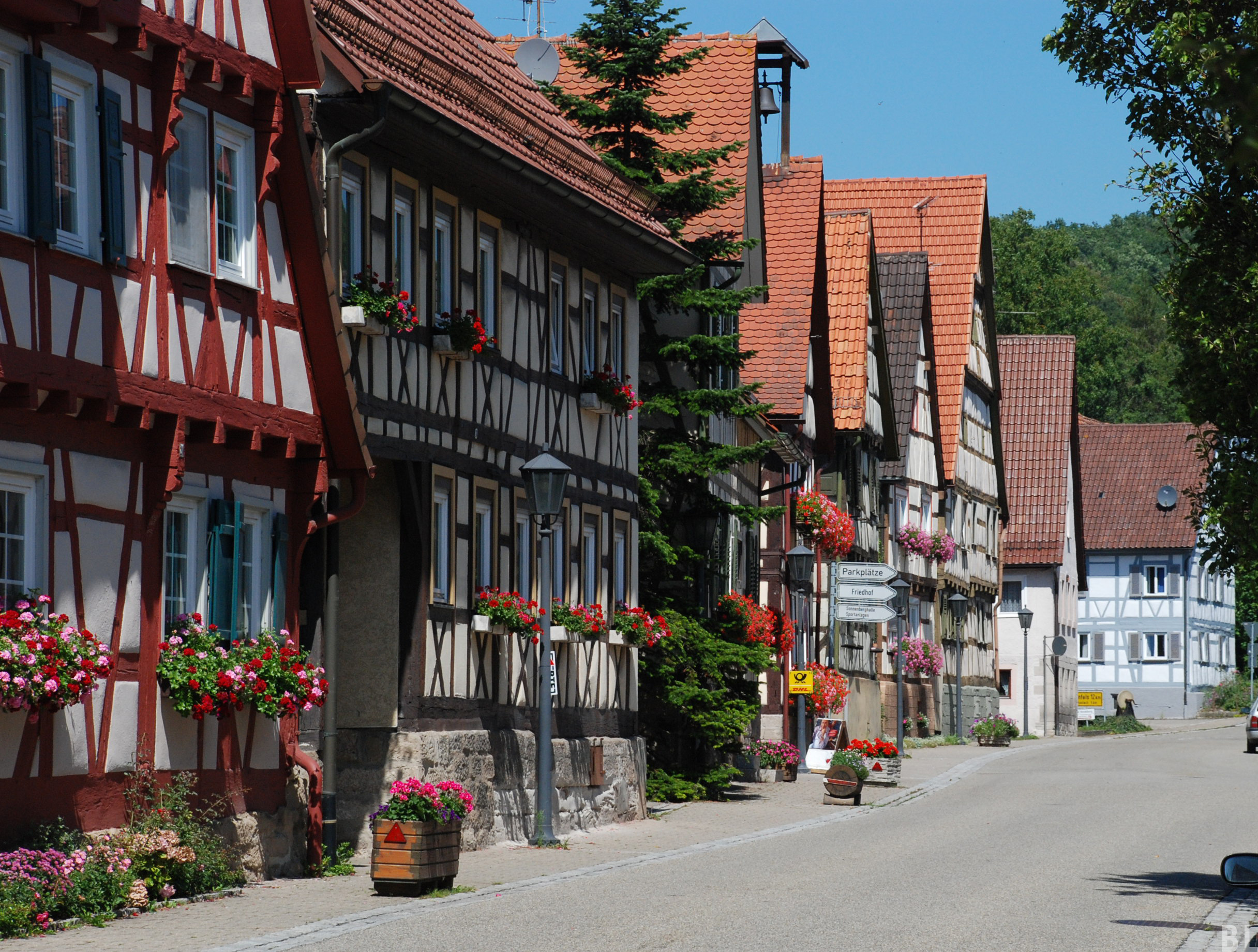
Fachwerkhäuser an der Dorfstraße von Ochsenbach

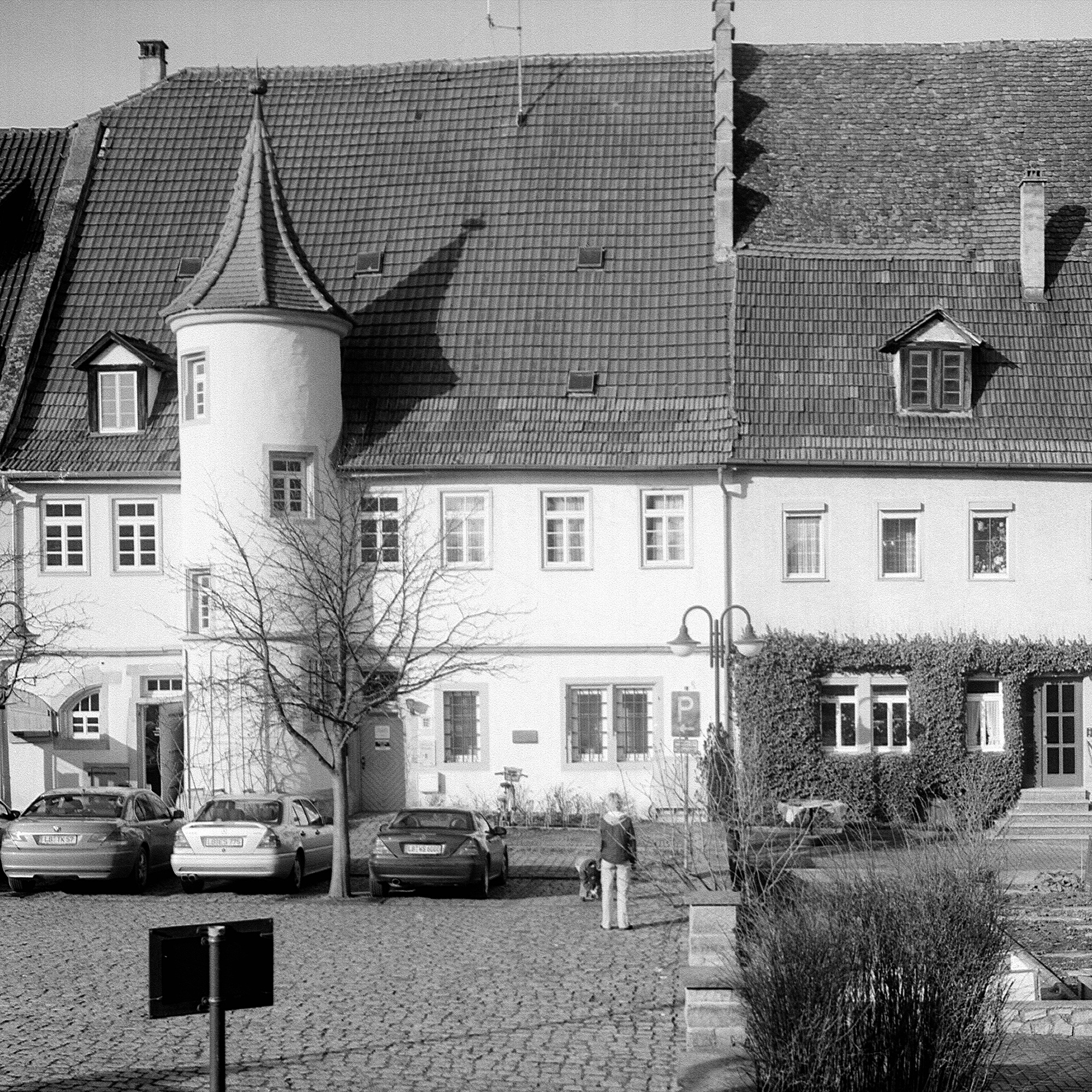
Der Äußere Schlosshof in Großsachsenheim

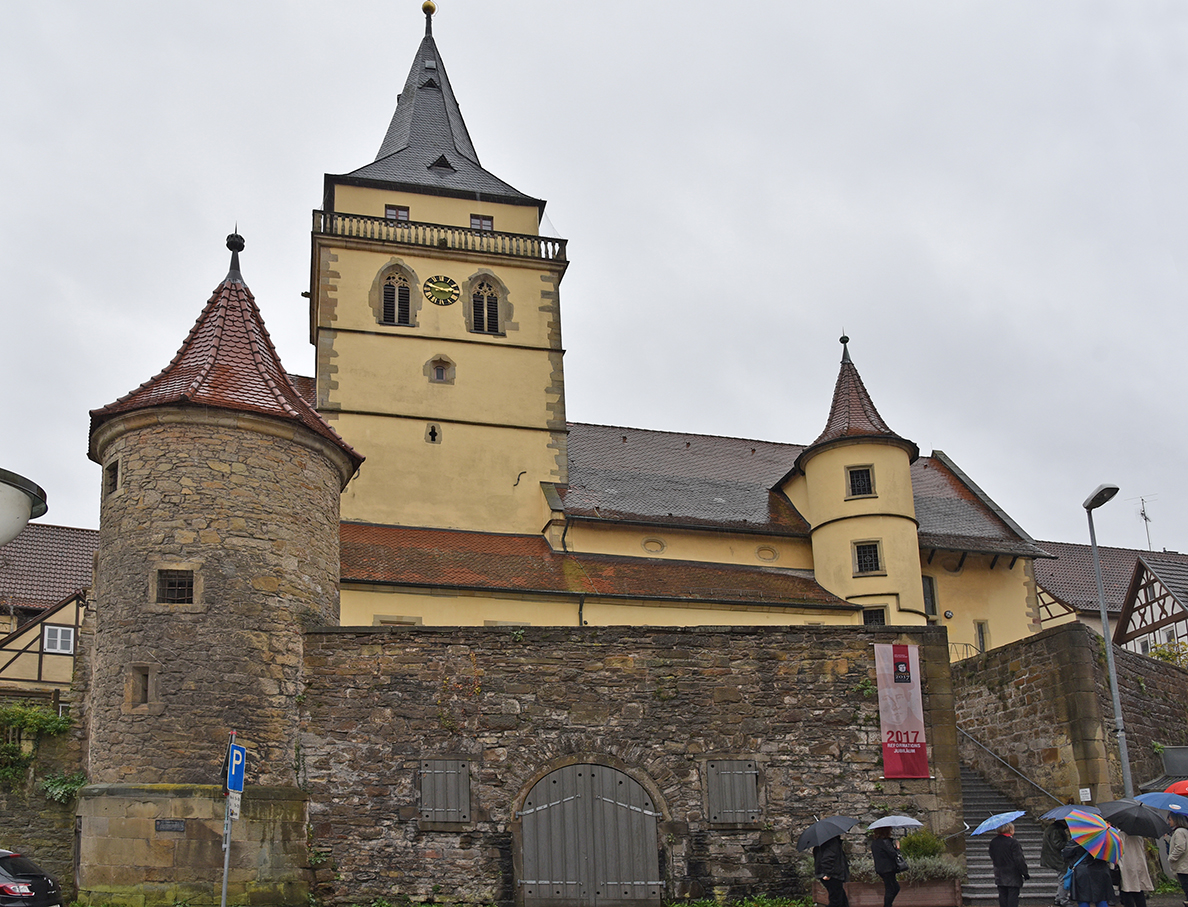
Ehemalige Wehrkirche in Großsachsenheim von Norden

- Die bedeutendste Sehenswürdigkeit ist das Wasserschloss in Großsachsenheim. Erbaut im 14. Jahrhundert, abgebrannt 1542 und neu errichtet im Jahr 1544. Nach einer Sage soll beim Brand des ersten Schlosses der Schlossgeist „Klopferle“ seine Finger im Spiel gehabt haben. Das Klopferle ist als Steinfigur am Toreingang des Schlosses verewigt. 1952 wurde das Schloss von der Stadt Großsachsenheim erworben und ist seit 1962 Rathaus.
- Die evangelische Stadtkirche „St. Fabian und St. Sebastian“ in Großsachsenheim, ehemalige Wehrkirche, wurde erstmals 1265 erwähnt. Heutige Kirche 1484 erbaut.
- Reste der alten Stadtmauer mit Wehrturm (Sachsenheim war allerdings nie komplett mit einer Stadtmauer umgeben)
- Ruine Altsachsenheim über dem Enztal nahe Untermberg
- Evangelische Stadtkirche Kleinsachsenheim, ehemalige Wehrkirche (Schießschartenöffnungen am Kirchturm), umgebaut 1460 und 1619, Wiederaufbau 1948–1950
- Rathaus Kleinsachsenheim, Fachwerkbau, 1614 erstmals erwähnt
- Pfarrkirche „St. Georg“ Hohenhaslach, um 1230. Wertvolle frühgotische Fresken (entdeckt bei der Innenrenovierung 1957)
- Dorfstraße Ochsenbach, Fachwerkhäuser aus dem 16. bis 18. Jahrhundert
- Evangelische Pfarrkirche „Unserer lieben Frau“ Ochsenbach, um 1290 erbaut, gotische Fresken von 1430
- Evangelische Kirche „St. Remigius“ Häfnerhaslach, gotischer Chor mit Kreuzrippengewölbe, Fresken (um 1400)
- Rundlingstraße Häfnerhaslach, Fachwerkhäuser aus dem 16. und 17. Jahrhundert
- In Rechentshofen sind Reste des Klosters Rechentshofen erhalten, die im Wirtschaftshof der dortigen Domäne aufgingen.
- Nördlich von Ochsenbach befindet sich der Fernmeldeturm Brackenheim 1.

### Kunst- und Kulturvereine
- Chöre
  - Eintracht Kleinsachsenheim e. V.[15] Der Männerchor Eintracht Kleinsachsenheim formiert seit 2013 unter dem Namen Männerchor LS. Die Singgemeinschaft besteht derzeit aus 32 aktiven Chormitgliedern aus den Gemeinden Löchgau und Kleinsachsenheim.
  - Kolpingchor Sachsenheim
  - Männergesangverein Liederkranz Ochsenbach 1850 e. V.[16]
  - Liederkranz 1847 Großsachsenheim e. V.
  - Liederkranz Hohenhaslach 1831 e. V.[17] Der Liederkranz Hohenhaslach besteht aus dem gemischten Chor Vocalenensemble Stromberg, der mit rund 40 aktiven Sängerinnen und Sänger in jedem Jahr ein bis zwei Konzerte oder Aufführungen gestaltet. Seit März 2016 erweitert ein Frauenchor das musikalische Programm.
  - Liederkranz Häfnerhaslach e. V.
- Evang. Stadtkirche Großsachsenheim, Foto 1927Blasorchester

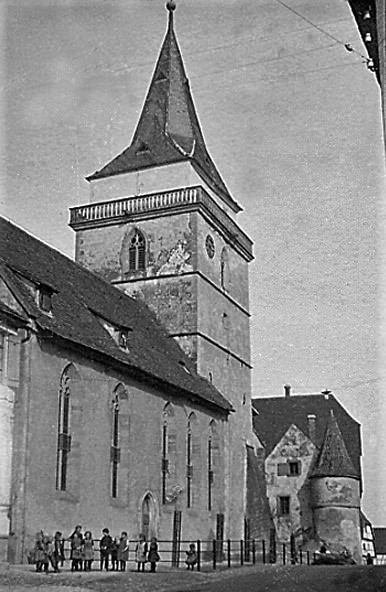
Evang. Stadtkirche Großsachsenheim, Foto 1927

  - Musikverein Stadtkapelle Sachsenheim e. V.[18] Im Jahr 1923 gegründet, ist der Musikverein Stadtkapelle Sachsenheim e. V. (MVS) einer der ältesten und größten kulturtreibenden Vereine der Stadt. Mit vier Blasorchestern bietet der MVS, der seit 1960 den Titelzusatz Stadtkapelle trägt, ein musikalisches Angebot für jede Alters- und Leistungsstufe.
  - Musikverein Hohenhaslach 1920 e. V. Hohenhaslacher Musikanten[19]
  - Musikverein Ochsenbach e. V.[20] Vor 60 Jahren gegründet, ist der Musikverein Ochsenbach mit über 300 Mitgliedern heute einer der größten Vereine in Ochsenbach. Seit über einem halben Jahrhundert trägt der Musikverein zum kulturellen Leben in und um Ochsenbach bei und erfreut bei Konzerten und Veranstaltungen viele Menschen.

### Regelmäßige Veranstaltungen
- Urzelnlauf am Fasnetsamstag

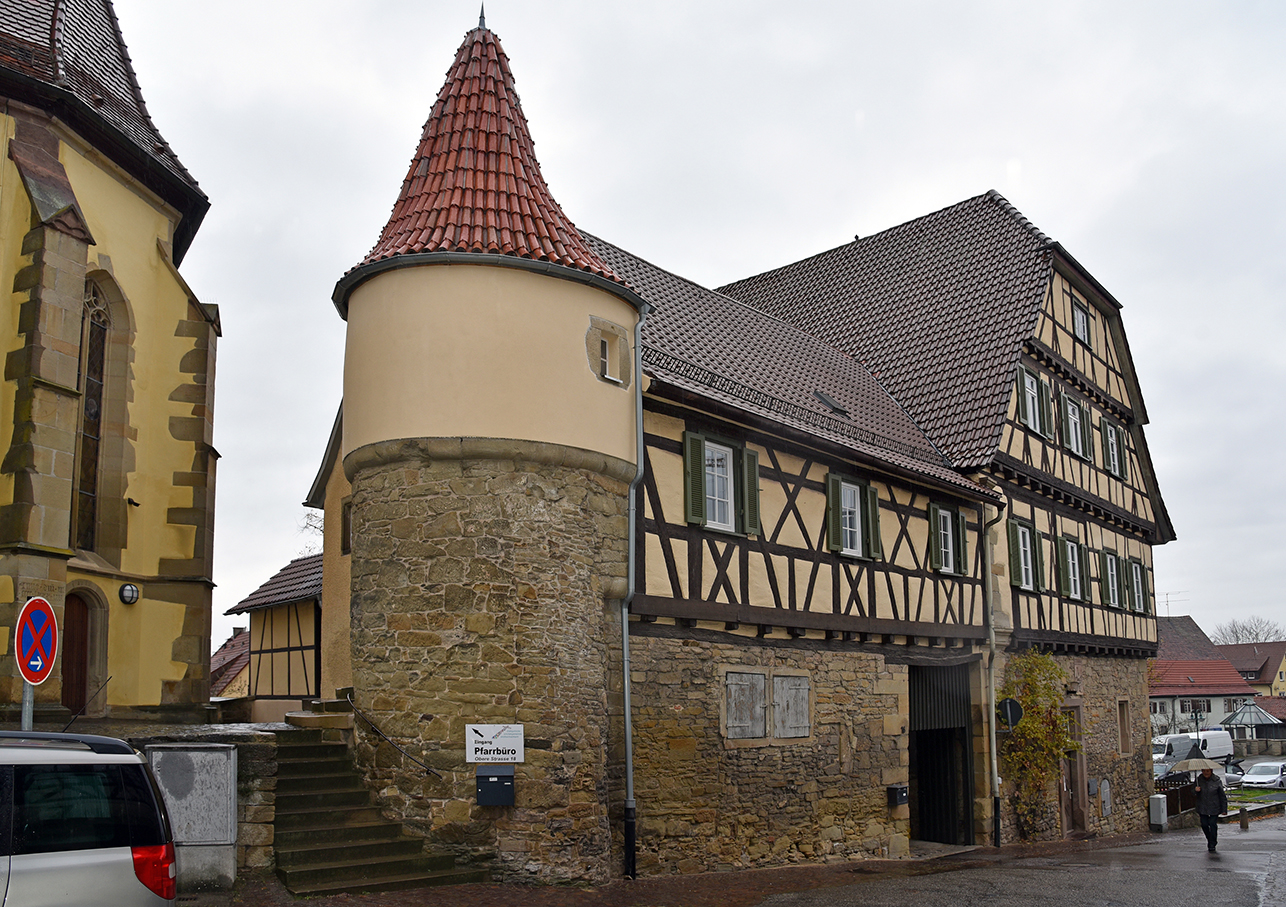
Ehemalige Vogtei, heute evang. Pfarramt in Großsachsenheim

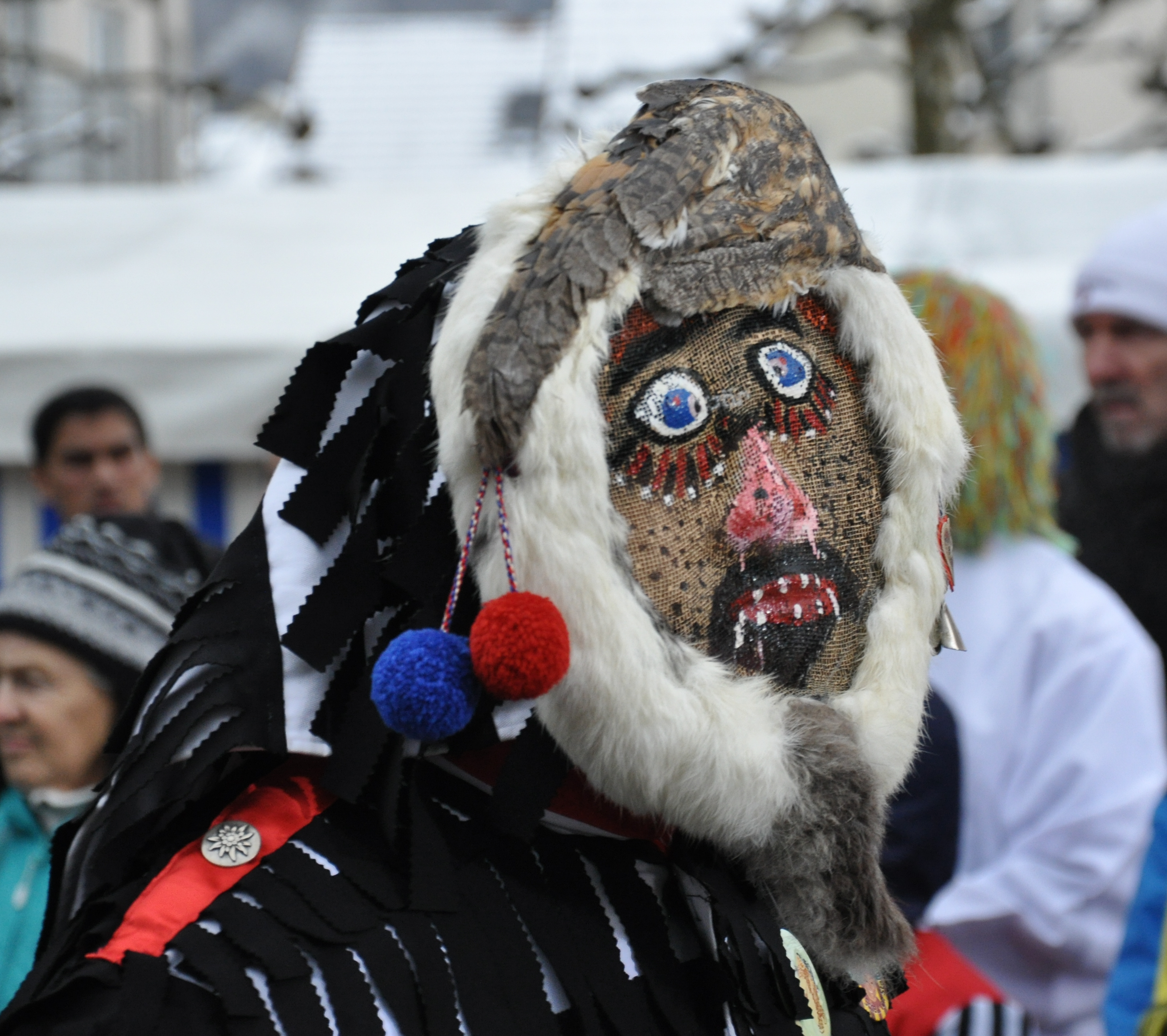
„Urzel“ der Urzelnzunft Sachsenheim

- Heimatfest im fünfjährigen Rhythmus
- Maibaumstellen Spielberg (immer am 30. April)
- Krämermarkt in Hohenhaslach (immer am 1. Mai)
- Maifest Ochsenbach der ev. Jugendgruppen (immer am 1. Mai)
- Backhausfest Ochsenbach (immer an Christi Himmelfahrt)
- Dorffest Ochsenbach des Liederkranzes (immer am Sonntag nach Christi Himmelfahrt)
- Sommer am Schloß (immer am dritten Juliwochenende)
- Dorffest rund um die Kelter des Musikverein Ochsenbach (immer am dritten Juliwochenende)
- Pfarrscheuerhocketse Ochsenbach des Liederkranzes (immer 2. Sonntag im September)
- Sachsenheimer Summer Special (immer am dritten Septemberwochenende)
- Sängerherbst Liederkranz Ochsenbach (immer am letzten Samstag im Oktober)
- Ochsenbacher Adventsmärktle (immer Samstags am ersten Adventswochenende)
- Jahreskonzert des Musikverein Ochsenbach (erster Samstag im Dezember)
- Wengerter Advent am Panoramaweg in Hohenhaslach (immer am ersten Adventswochenende)
- Weihnachtsmarkt im Äußeren Schloßhof (immer am zweiten Advent)
- Adventskonzerte des Liederkranz Ochsenbach (immer am dritten Adventswochenende)
- Waldweihnacht der ev. Kirchengemeinde (immer am vierten Adventssamstag)
- Adventsliederspielen des Musikverein Ochsenbach (immer am 4. Adventssonntag)

## Wirtschaft und Infrastruktur

### Weinbau
Die Stadtteile im Kirbachtal und Kleinsachsenheim blicken auf eine lange Weinbaugeschichte zurück. Etwa 250 Hektar der Gemarkungsfläche der Stadt bestehen aus Rebflächen. Die Lagen gehören zur Großlage „Stromberg“ im Bereich „Württembergisch Unterland“ des Weinbaugebietes Württemberg.

### Verkehr

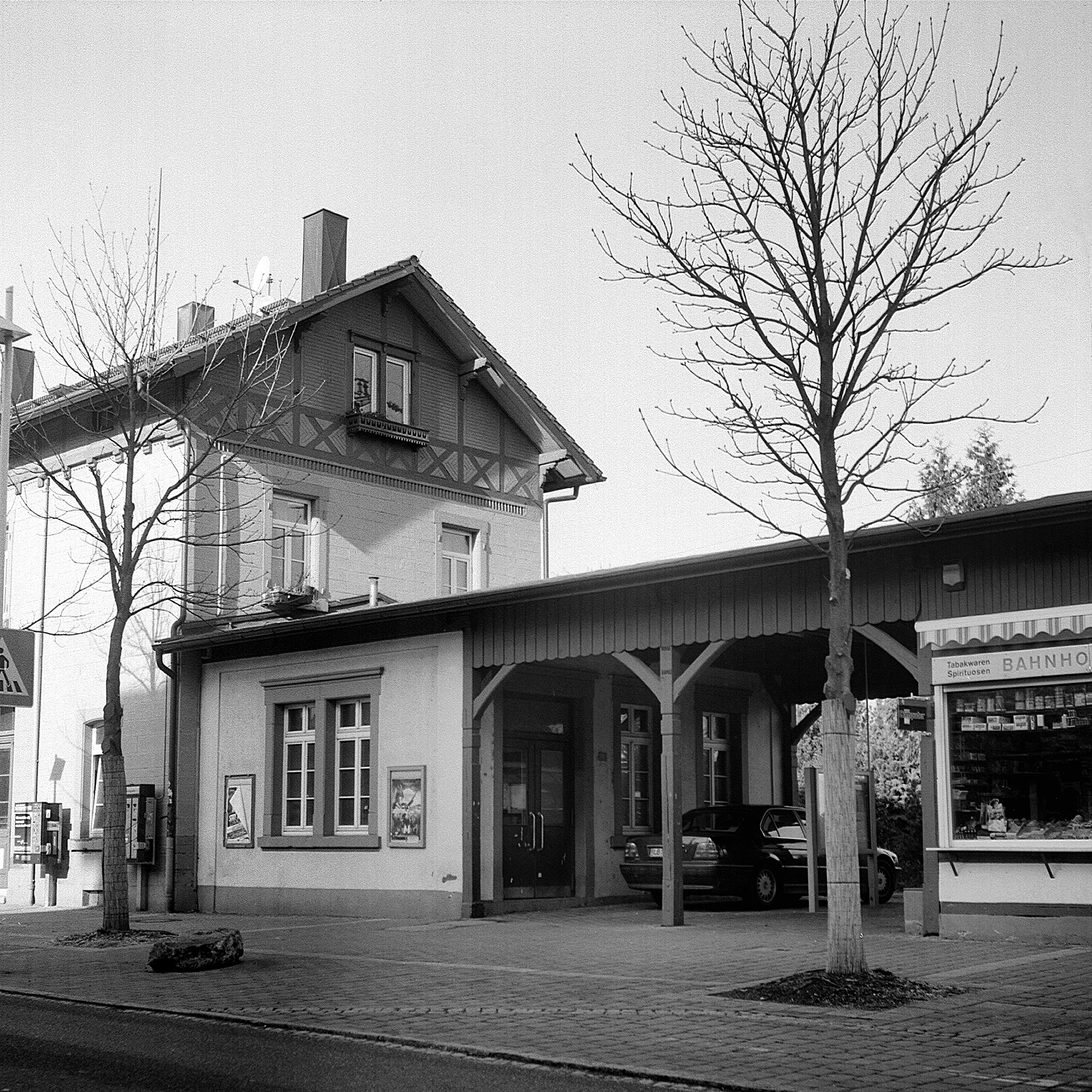
Der Großsachsenheimer Bahnhof

Sachsenheim liegt rund 30 Kilometer von der Landeshauptstadt Stuttgart entfernt.
Mit dem Kraftfahrzeug ist Sachsenheim über die Autobahnausfahrt Ludwigsburg-Nord (Bundesautobahn 81) erreichbar, weiter über die Bundesstraße 27 und Landesstraße 1125 nach Großsachsenheim.
Sachsenheim ist mit dem im Ortsteil Großsachsenheim gelegenen Bahnhof Sachsenheim an die Württembergische Westbahn (Bietigheim-Bissingen–Bruchsal) angeschlossen; der Bahnhof dient der MEX-Linie 17a „Stuttgart – Bietigheim – Mühlacker – Pforzheim (- Karlsruhe)“ sowie der MEX-Linie 17c „Stuttgart – Bietigheim – Mühlacker – Bretten – Bruchsal“. Sachsenheim liegt im Bereich des Verkehrs- und Tarifverbundes Stuttgart (VVS). Der nächstgelegene Bahnhof der S-Bahn Stuttgart befindet sich in Bietigheim-Bissingen.
Eine Alltagsroute aus dem Radnetz Baden-Württemberg führt im Süden dicht an Sachsenheim vorbei und verbindet es mit Bietigheim-Bissingen und in der anderen Richtung mit Vaihingen an der Enz. Fast auf derselben Strecke verläuft im Stadtgebiet der Stromberg-Murrtal-Radweg, der als Landes-Radfernweg von Karlsruhe nach Gaildorf führt und damit den Rheinradweg mit dem Kocher-Jagst-Radweg verbindet. 
Sachsenheim ist Mitglied der AGFK (Arbeitsgemeinschaft Fahrrad- und Fußverkehrsfreundlicher Kommunen) in Baden-Württemberg.

### Öffentliche Einrichtungen
In Sachsenheim existieren zwei Altenheime und ein Pflegeheim der kreiseigenen Kleeblatt Pflegeheime.

### Bildung
Mit dem Lichtensterngymnasium, der Eichwald-Realschule, der Gemeinschaftsschule am Sonnenfeld (ehemals Burgfeldschule) und der Kraichertschule (Förderschule), alle in Großsachsenheim, der Kirbachschule (Grund- und Hauptschule mit Werkrealschule) in Hohenhaslach und der Grundschule Kleinsachsenheim verfügt die Stadt über ein reichhaltiges Bildungsangebot. Außerdem gibt es sieben evangelische und drei städtische Kindergärten.

### Unternehmen
- Griesbacher Mineral- und Heilquellen, nur Verwaltung[23]
- Feintool (bis 2021 Kienle+Spiess), Produktion von Stanzblechen (Schließung 2027 geplant[24])
- Kreissparkasse Ludwigsburg (betreibt Filialen in den Teilorten Großsachsenheim, Kleinsachsenheim, Häfnerhaslach und Hohenhaslach, die zur Regionaldirektion Ditzingen gehören.[25])
- Porsche, Sportwagenhersteller, Logistikzentrum
- Winkels Getränke Logistik, Logistikzentrum
- E. Breuninger GmbH, Logistikzentrum (seit 2019)[26]
- Dräxlmaier, Produktion

## Söhne und Töchter der Stadt
- Hermann von Sachsenheim (1365–1458), Dichter
- Eberhard David Hauber (1695–1765), geboren in Hohenhaslach, Theologe
- Friedrich Schott von Schottenstein (1812–1895), Forstmeister der Freien Stadt Frankfurt
- Ferdinand Schnaidt (1840–1910), geboren in Hohenhaslach, Bankdirektor, Landtags- und Reichstagsabgeordneter
- Wilhelm Holzhäuer (1894–1963), geboren in Häfnerhaslach, Unternehmer
- Erich Nellmann (1895–1968), Jurist
- Gertrud Angelika Wetzel (1934–2011), geboren in Häfnerhaslach, Bildhauerin
- Uwe Kramer (* 1958), Schauspieler
- Jasmin Sibel ("Gnu") (* 1989), YouTuberin und Steamerin, aufgewachsen in Kleinsachsenheim[27]

## Sonstiges
Die Stadt Sachsenheim wurde bundesweit bekannt, als bekannt wurde, dass die Terroristen Christian Klar, Knut Folkerts und Günter Sonnenberg sich mehrere Wochen in einem Wohn- und Geschäftskomplex gegenüber dem Bahnhof eingerichtet hatten. Hier fand die Polizei nach dem Anschlag auf Siegfried Buback den Fluchtwagen – einen silbergrauen Alfa Romeo Giulia – und führte daraufhin eine Durchsuchung in großem Stile durch.
Entenwick ist eine Koboldfigur aus Sachsenheim.